# Крива-Бара (Врачанская область)
Крива-Бара (болг. Крива бара) — населённый пункт в Болгарии. Находится в Врачанской области, входит в общину Козлодуй. Население составляет 436 человек.

## Политическая ситуация
В местном кметстве Крива-Бара, в состав которого входит Крива-Бара, должность кмета (старосты) исполняет Цветан Иванов Йорданов (Болгарская социалистическая партия(БСП)) по результатам выборов правления кметства.
Кмет (мэр) общины Козлодуй — Румен Василев Маноев (Коалиция в составе 3 партий: Движение «Георгиев день», Земледельческий народный союз (ЗНС), Демократическая партия (ДП)) по результатам выборов в правление общины.